# 오케이션
오케이션(Okasian, 본명: 알렉산더 킴, 김지용, 1987년 3월 11일 ~ )은 미국의 래퍼이다. 오케이션은 비프리 (B-Free)의 힙합플레이야 'Where U At?!' 랩 컴피티션에서 수상자로 뽑혔으며 이후 비프리의 믹스테이프에 피쳐링으로 참여하는 등 하이라이트 레코즈 소속 뮤지션들과의 꾸준한 교류 끝에 하이라이트 레코즈와 함께 하기로 뜻을 모았다. 입단과 동시에 믹스테이프를 무료로 배포하였으며, 2011년 8월, 힙합 음악 웹진인 '힙합플레이야'의 이달의 신인에 선정되어 기대를 모았다. 하이라이트 레코즈에 입단하여 2011년 8월 31일, 정식 데뷔 싱글인 ‘You're The One’을 공개했다. 그 후 여러 무료 공개곡들과 싱글들을 발표하였으며 최근 2012년 12월 6일, 데뷔 앨범인 ‘탑승수속’을 발표했다. 오케이션은 CokeJazz, JayAllDay 와 키스 에이프를 비롯하여 코홀트 크루에 소속되어 있다. 오케이션은 2016년에 하이라이트 레코즈에서 탈퇴하여, 2017년에 더블랙레이블로 영입되었다.
2019년 10월 24일에는 Mnet 엠카운트다운에서 Vince의 피처링으로 잠깐 출연했다.

## 닉네임
오케이션 (Okasian)은 오케이(Ok)와 아시아인, 에이시언(asian)를 합쳐 만든 이름이다. 발음이 Occasion (상황)과 비슷하며, 주변 상황에 상관없이 있는 그대로 현실적으로 받아들이고, 앞으로 간다는 뜻으로 작명했다고 한다.
Asian이란 단어가 들어간 이유는 외국 거주 경험 때문이다. 미국에서 태어나 한국에서 15살까지 자랐고 이후 24살까지 다시 미국에서 대학교를 다녔다고 한다.

## 음반
- 2011년 5월 30일 - 믹스테잎 ‘Preseason #2’
- 2011년 8월 31일 - 싱글 ‘You're The One’
- 2011년 9월 29일 - 싱글 ‘비읍시옷’
- 2012년 2월 8일 - 싱글 'Reddy On Any Okasian'
- 2012년 3월 30일 - 싱글 'Stay Dreamin'
- 2012년 4월 27일 - 싱글 'ALL IN'
- 2012년 4월 27일 - 싱글 'Good Night'
- 2012년 12월 6일 - 앨범 '탑승수속'
- 2013년 10월 29일 - The Cohort Compilation 'Orca-Tape'
- 2013년 12월 10일 - 싱글 'PSHH'
- 2014년 3월 13일 - 싱글 'Fashionably Late'
- 2014년 7월 28일 - 싱글 'Genius'
- 2014년 12월 17일 - 싱글 'Get That Money'

## 참여 음반
- Futuristic Swaver (퓨처리스틱 스웨버) - 내가왜돈때문에울어야하나요
- 소리헤다 - 소리헤다2 - 4학년 1학기
- Beenzino - 2 4 : 2 6 - 진절머리
- Verbal Jint - Go easy - 우아한 년 2012
- FAME-J - 자존심 - 자존심
- B-Free - 희망 - Let It Show
- DOK2 - South Korean Rapstar Mixtape - Paranormal Raptivity
- Paloalto X Soul One - 이러지마 - 이러지마
- Paloalto X EVO - Behind The Scenes - 깃털
- junggigo A.K.A CUBIC - pathfinder - DLMN (Don`t leave me now!)
- Paloalto - 전야제 - 서울의 밤 Part.2
- B-Free - 희망 - Do That
- Paloalto - 전야제 - Batman`s Batman
- Deepflow - HEAVY DEEP - (Bonus Track) B.L.K
- B-Free - How To Make A Mixtape - Ooh baby
- B-Free - How To Make A Mixtape - Would You Be My REMIXED
- EVO - My Way - Bitch
- Kimy Fiesta - Overcome - Fakebook
- CREAM TEAM - Neo Generation - 동네 스웩
- SOUL FISH with HI-LITE - What We Do - What We Do
- SOUL FISH with HI-LITE - What We Do - Good Day
- EVO - My Way - Bitch
- B-Free - The Ticket - The Chance
- B-Free - My Team - My Team
- B-Free - Hot Summer - 입닥쳐
- Don Mills - 화끈한 화요일 3탄 - 화합 (화끈힙합)
- Paloalto - Chief Life - Genuine
- Kid Ash X G2 - Project : Brainwash - Space Ninja
- Money Maker$ - 8s - 8s
- B-Free - Free From Seoul 2 - Bring it Back
- 창모 - Boyhood - 위업